# Aplocheilichthys hutereaui
 Aplocheilichthys hutereaui és un peix de la família dels pecílids i de l'ordre dels ciprinodontiformes.

## Morfologia
Els mascles poden assolir els 3,5 cm de longitud total.

## Distribució geogràfica
Es troba a Àfrica: Txad, República Centreafricana, el Sudan, nord i sud-est de la República Democràtica del Congo, nord i oest de Zàmbia, sud-est d'Angola, nord-est de Namíbia, nord-oest de Botswana, Malawi, Zimbàbue i Sud-àfrica.

## Estat de conservació
Els seus principals problemes són les sequeres, la seua captura amb destinació al comerç internacional de peixos d'aquari i la disminució de la qualitat del seu hàbitat a causa de la contaminació produïda per les activitats agrícoles.